# Alpengarten auf dem Schachen
Der Alpengarten auf dem Schachen ist ein Alpinpflanzengarten im Wettersteingebirge, einer Gebirgsgruppe der Nördlichen Kalkalpen. Der Alpengarten am Schachen, wie er auch genannt wird, liegt im bayerischen Teil des Gebirgszuges und ist eine Außenstelle des Botanischen Gartens München-Nymphenburg.

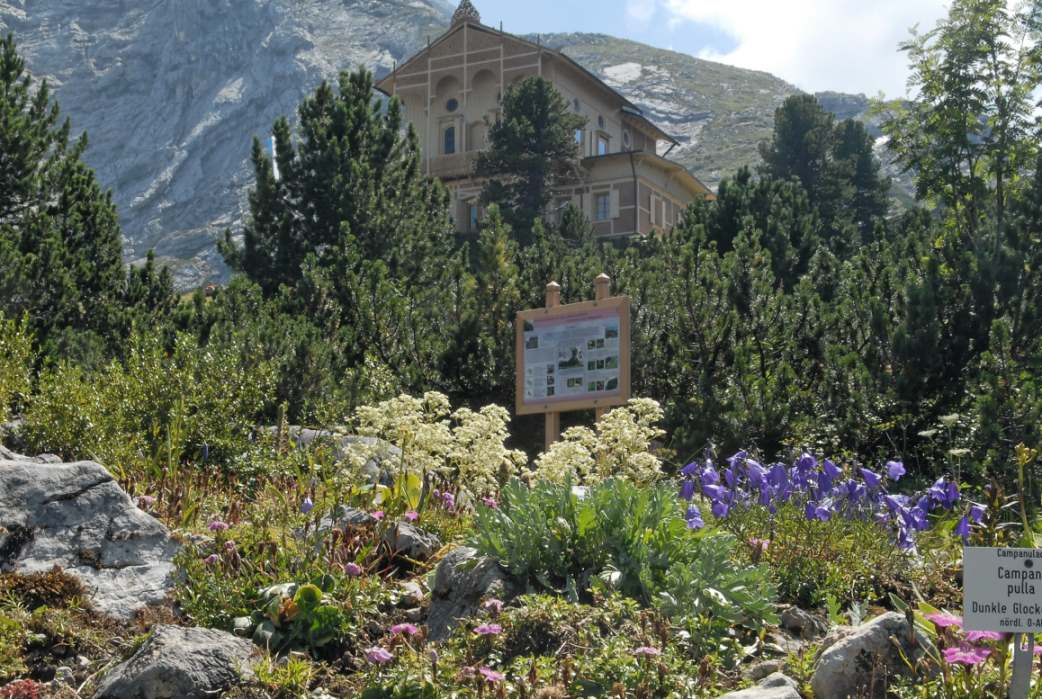
Schachen-Alpengarten

## Geographie

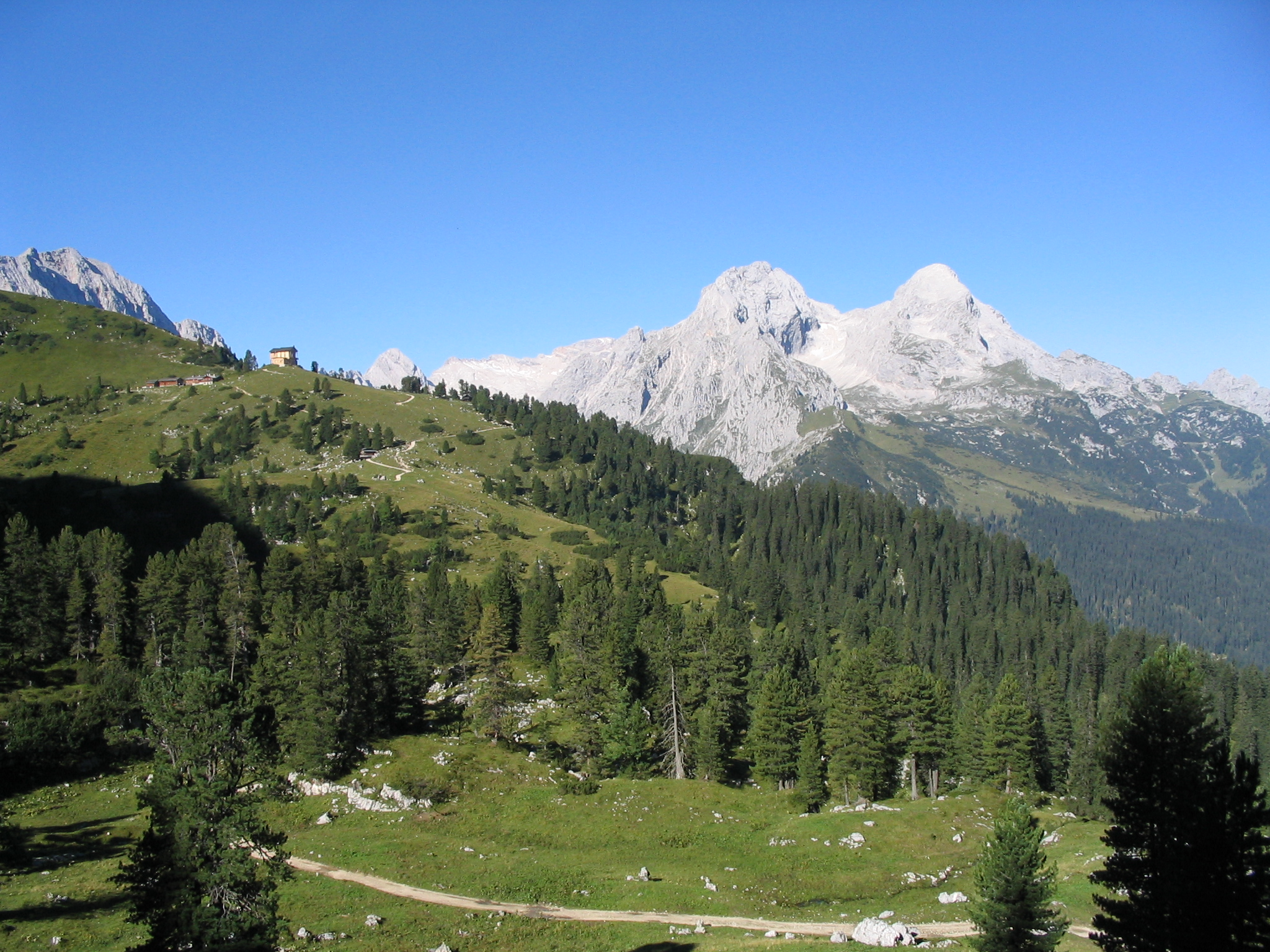
Hochblassen und Alpspitz

Der Alpengarten auf dem Schachen ist 2 Hektar groß, er befindet sich in 1860 m ü. NN zwischen der oberen Isar und der oberen Loisach, etwa 90 km südlich von München auf einer Vorstufe der Dreitorspitze im Wettersteingebirge. Eines der beiden großen Täler im Herzen dieses Gebirgszuges ist das Reintal, an dessen Südflanke sich der Schachengarten anschmiegt. Seinen Namen hat der Schachengarten von dem gen Osten dem Frauenalplkopf vorgelagerten Schachentorkopf mit seinem sattelförmigen Schachentor. Blickt man vom Schachengarten nach Norden, öffnet sich der Garmisch-Partenkirchener Talkessel. In Richtung Westen sieht man das Wettersteingebirge mit seiner 2.628 m hohen Alpspitze und dem Hochblassen (2.707 m), der die Zugspitze verdeckt. Nach Süden ragen hinter dem Frauenalplkopf die Zacken der Partenkirchner Dreitorspitze empor.

## Geschichte

### 1901 Eröffnung

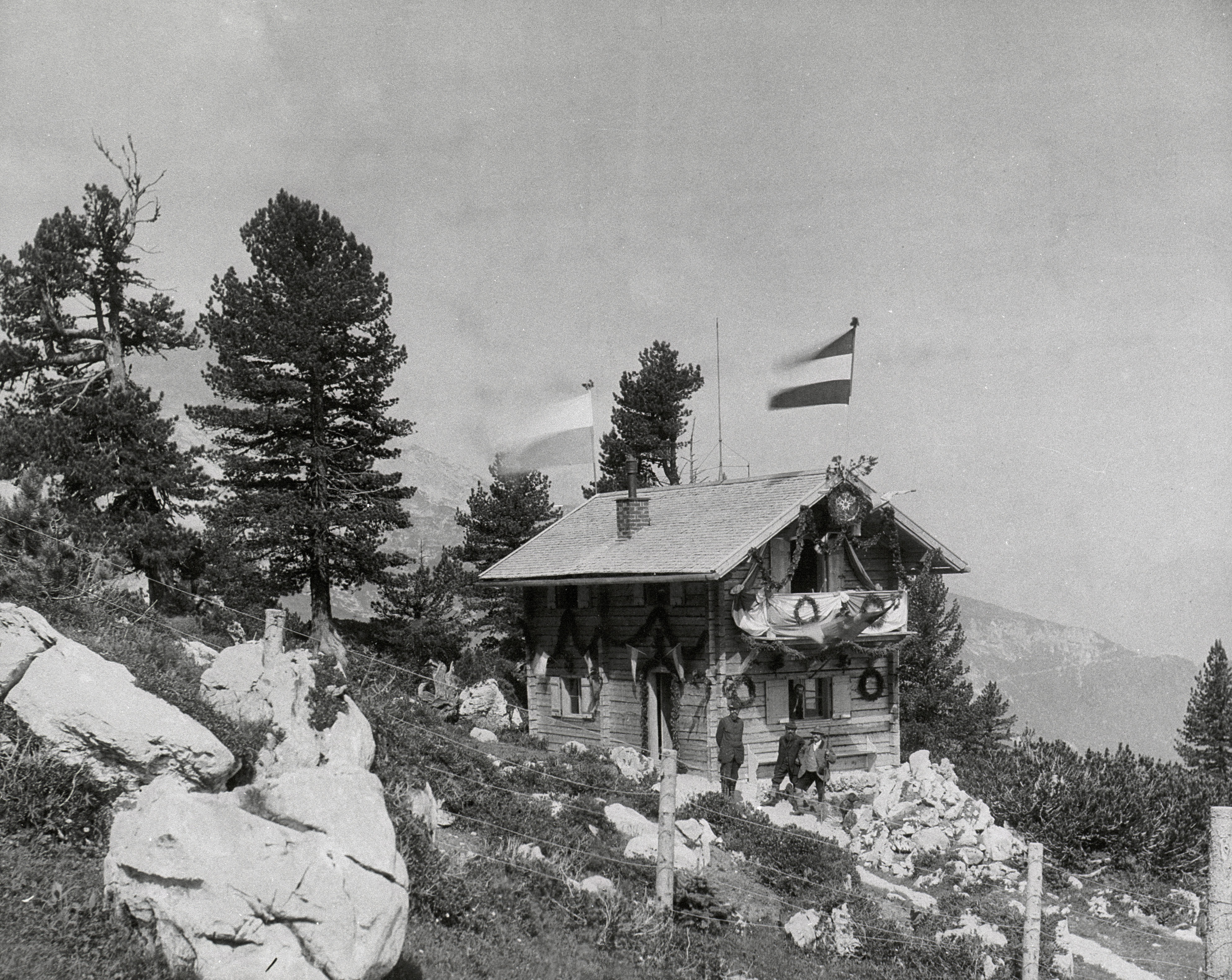
Schachengarten im Juli 1901

Die Idee, eine Außenstation des Münchner Botanischen Gartens in den Alpen zu schaffen, hatte Karl von Goebel, von 1891 bis 1931 Direktor des Gartens. Allerdings befand sich der Münchner Botanische Garten zu der Zeit noch mitten in der Stadt, auf einem 5 ha großen Gelände westlich des Karlsplatzes. Der Botanische Garten in Nymphenburg wurde erst 1914 gegründet, 13 Jahre nach dem Schachengarten. Goebel wollte in dem Außengarten am Schachen möglichst viele Gebirgspflanzen auf dem anfänglich kleinen 7000 Quadratmeter umfassenden Stück Land ansiedeln, für Forschung und Lehre und zur Information und Erbauung der Besucher. Im Jahre 1900 vereinbarte er mit der Gemeinde Garmisch-Partenkirchen die Einrichtung des Alpengartens auf dem Schachen. Die feierliche Eröffnung fand am 13./14. Juli 1901 statt. Ein großer Vorteil bestand darin, dass das Gelände durch einen Fahrweg erreichbar war, den sogenannten Königsweg, ein mit Pferdekutschen und Fuhrwerken befahrbarer Schotterweg, der 30 Jahre zuvor für den Bau des Schachenschlosses von König Ludwig II. angelegt worden war. Als erstes ließ Karl von Goebel im Jahre 1900 ein Gärtnerhaus in Blockbauweise errichten, das heute noch steht. Von Mitte Juni bis Anfang September ziehen seither zwei Gärtner für jeweils mehrere Wochen aus dem Botanischen Garten in München zum Schachengarten und kümmern sich um das Haus und die Pflanzen. Im Gelände befand sich eine Quelle, die eine ausreichende Wasserversorgung gewährleistete.

### Die Gärtner

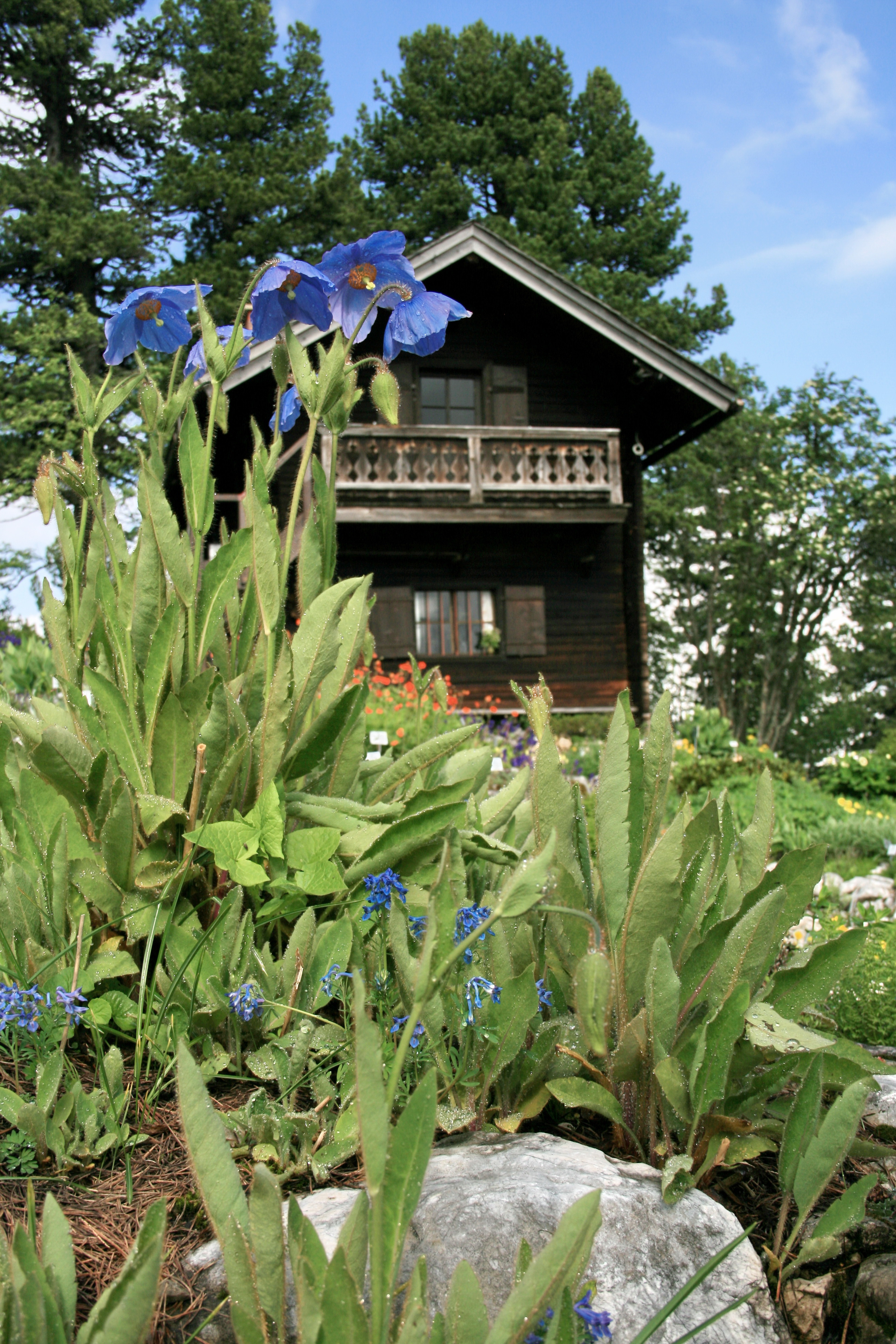
Das Gärtnerhaus

1956 bekam der Alpengarten durch einen Anschluss an das Schachenschloss fließendes Wasser und seit 1983 eine eigene Quelle mit solar betriebener Pumpe. In den ersten Jahrzehnten mussten sich die Gärtner abends in ihrer Hütte mit Kerzen und Petroleumlampen begnügen. Seit 1983 versorgt eine Solaranlage das Gärtnerhaus. 2015 wurde die gesamte Infrastruktur des Gärtnerhauses erneuert, so dass es seither voll mit Strom- und Sanitäreinrichtungen ausgestattet ist. Von 1901 bis 2015 waren 70 verschiedene Gärtnerinnen und Gärtner im Schachengarten beschäftigt. In den alten Kladden und Arbeitsberichten vom Schachengarten ist viel von den Menschen die Rede, die den Alpingarten anlegten, pflegten und den wissenschaftlich arbeitenden Botanikern die Grundlagen für ihre Forschung lieferten. Jahr für Jahr berichtete anfänglich der „Verein zum Schutze und zur Pflege der Alpenpflanzen“ über das Werden und Entstehen des Gartens im Wettersteingebirge. Im Bericht des Vereins zum Schutze und zur Pflege der Alpenpflanzen aus dem Jahre 1910 heißt es über einen Besuch der Direktoren des Münchener Botanischen Gartens:

„Besonders wurde die große Arbeitsfreudigkeit und der unermüdliche Fleiß des Gärtners Polese hervorgehoben, dessen ganze Liebe dem Garten gewidmet ist....Bei einer Höhe von 1800 Meter lässt sich eben kein Ziergarten schaffen und mancher städtische Besucher hat keine dunkle Ahnung von den Mühen und Beschwerden, von den vielen Fehlgriffen und den fehlgeschlagenen Versuchen, die ein Garten in dieser Höhe und in dieser Lage verursacht.“

### Die Forscher
Der Garten war anfangs vor allem als Forschungseinrichtung konzipiert. Mit Hilfe des Alpengartens sollte umfangreiche biologische Forschung in der alpinen Vegetationszone betrieben werden. Forschung und Gartenkulturelles waren für Goebel gleich bedeutend:

„Denn von vornherein schien es mir notwendig, die Aufgabe des Alpengartens nicht als rein wissenschaftliche zu fassen.... der Alpengarten sollte allen Naturfreunden Gelegenheit bieten, die herrliche Pflanzenwelt der Alpen … auf einem Punkt gesammelt zu sehen und zu genießen und außerdem sich rasch eine Kenntnis der wichtigsten Pflanzen der Alpen zu erwerben.“

Untersucht wurde unter anderem, ob und wie weit Futterpflanzen und Nutzhölzer in Gebirgslagen als Zucker- und Stärkelieferanten in Frage kommen. 1935 ließ der Ökophysiologe Friedrich von Faber, seinerzeit Direktor der Münchner Botanischen Staatsanstalten, im Erdgeschoss des Blockhauses ein Höhenlaboratorium einrichten. Es war mit dem damals modernsten Zubehör ausgestattet, mit Feinwaagen, Mikroskopen, Glasgeräten, Chemikalien. Genutzt wurde das Höhenlaboratorium nur bis 1939. Wissenschaftliche Proben werden heute nur noch vereinzelt auf dem Schachen genommen. Alljährlich wird nach wie vor Samen von den Alpinpflanzen geerntet. Sie sind wichtiger Bestandteil für den internationalen Samentausch des Botanischen Gartens München mit anderen botanischen Gärten und Instituten in aller Welt.
Der Forschung dient auch ein Bienenprojekt auf dem Schachen. Der Regierungsbezirk Oberbayern hat unterhalb des Schachenhauses sechs Bienenstöcke aufgestellt, um unter anderem das Verhalten der Bienen und das Auftreten der Varroamilbe zu beobachten und zu untersuchen. Betreut wird das Projekt von dem Imkereifachbeauftragten des Regierungsbezirks. Die Analyse der Pollen in den Bienenstöcken hat ergeben, dass die Bienen zwischen 30 und 40 verschiedene Pflanzen anfliegen. Den geringeren Varroamilbenbefall in luftiger Berghöhe führen die Imker auf die hohen Temperaturschwankungen auf dem Schachen im Sommer zurück, von tagsüber 30 Grad Celsius und nachts unter zehn Grad. Festgestellt wurde auch, dass es den Bienenvölkern, die den Sommer über, in der Regel bleiben sie dort bis Anfang Oktober, auf dem Schachen besser geht als den Bienen im Tal.

## Persönlichkeiten
Den Gründer des Alpengartens Karl von Goebel interessierten Alpinpflanzen vor allem im Zusammenhang mit einem seiner Hauptforschungsgebiete, der vergleichend-funktionellen Anatomie, Morphologie und Entwicklungsphysiologie der Pflanzen unter phylogenetischen Gesichtspunkten. In den 1930er Jahren prägte der Ökophysiologe Friedrich von Faber, seinerzeit Direktor der Münchner Botanischen Staatsanstalten, mit seinen biologischen Forschungen den Garten. Spätere Direktoren des Botanischen Gartens in Nymphenburg, unter anderem von 1966 bis 1985 Hermann Merxmüller, von 1985 bis 1988 Franz Schötz und von 1991 bis 2003 Jürke Grau, legten großen Wert auf den Erhalt und die Weiterentwicklung des Schachengartens. Große Bedeutung für die Entwicklung des Alpengartens hatten auch die Botaniker Alarich Kress und Wilhelm Schacht. Beide verfassten zahlreiche Veröffentlichungen über den Alpingarten und Alpenpflanzen allgemein. Unter Jürke Grau feierte der Alpengarten im Jahre 2001 sein 100-jähriges Jubiläum, zu dem der Botaniker Andreas Gröger ein Buch über den Schachengarten herausbrachte. Unter der seit 2003 amtierenden Direktorin des Botanischen Gartens, Susanne S. Renner wurde das Gärtnerhaus vollständig erneuert und ein umfangreiches Pflanzeninformationssystem im Schachengarten etabliert.

## Geologie
Die überaus abwechslungsreiche Artenvielfalt der Pflanzen in der Vegetationszone des Schachengartens ist bedingt von sowohl kalkarmen als auch kalkreichen Bodenschichten. Beim Wettersteingebirge, in dem der Schachengarten liegt, handelt es sich zwar um ein typisches Kalkgebirge, aber es ist in sich geologisch sehr vielfältig strukturiert. Bestimmt sind die Gesteinsformationen in erster Linie von Kalken und Dolomiten, Gesteine, die unterschiedlich verwittern. Der härtere Dolomit wird vor allem von physikalischen Kräften in kleine Scherben zerlegt. Dadurch entstehen die für einige Pflanzenarten wichtigen Schutthalden. Kalk hingegen ist insbesondere einer chemischen Verwitterung ausgesetzt. Daraus resultieren in dem Gelände Verkarstungen mit tiefen Rinnen in den Felsen, das Oberflächenwasser versickert rasch in großen Karkesseln wie dem Schachengrund oder dem Oberreintal. Von besonderer Bedeutung für die Vegetation in dem Bereich sind daneben die aus dem Raiblersandstein entstehenden Ablagerungen, ein Gemisch aus Sandstein, Mergeln und silikathaltigem Schiefer. Die daraus entstehenden lehmig braunen Böden sind kalkarm. Die Verschiedenheit der Gesteine und der sich daraus entwickelnden Böden ermöglicht es, im Alpengarten Pflanzenarten mit unterschiedlichen Bodenansprüchen zu kultivieren.

## Umgebungsvegetation
Der Alpengarten liegt inmitten des Naturschutzgebietes Rheintal-Schachen, das seit 1943 offiziell unter Naturschutz steht. Später wurde es durch das Reintal und dessen nördlichen und südlichen Flanken erweitert und zählt mit etwa 4000 ha zu den wichtigen alpinen Naturschutzgebieten in Europa. Ein Grund für die Unterschutzstellung ist der große Bestand an Zirbelkiefern (Pinus cembra), auch Arbe, Arve, Zirbe oder Zirbel genannt. Einige Raritäten dieses Standorts sind der seltene Gänseblümchen-Ehrenpreis (Veronica bellidioides L.), auf den trockenen, ungedüngten Borstgras- und Krummseggenrasen, oder die Braune Hainsimse (Luzula alpinopilosa). Sie ist in Deutschland nur noch ganz selten zu finden, und zwar fast ausschließlich in den Allgäuer und Berchtesgadener Alpen. In der zwischen 1800 und 1900 m liegenden Höhe des Alpengartens geht der Wald zu Ende und es beginnt die alpine Vegetationsstufe. Geprägt ist sie im Bereich des Schachengartens von typischen Felsspaltengesellschaften. Die Pflanzenzusammensetzung ist dort bestimmt von dem zur Verfügung stehenden Wurzelraum und der Wasserversorgung. Felsspalten und Felswände in der Umgebung werden vorwiegend von Pflanzen mit kompakten Wuchsformen wie Polster, Rosetten und Horsten besiedelt. Häufig sieht man die kleinen Rosetten des Blaugrünen Steinbrechs (Saxifraga caesia), der in flachen Polstern wächst, oder der Aurikel (Primula auricula) sowie dem Trauben-Steinbrech (Saxifraga paniculata).

## Pflanzenvielfalt im Alpengarten

### Natürlicher Vegetationsbereich

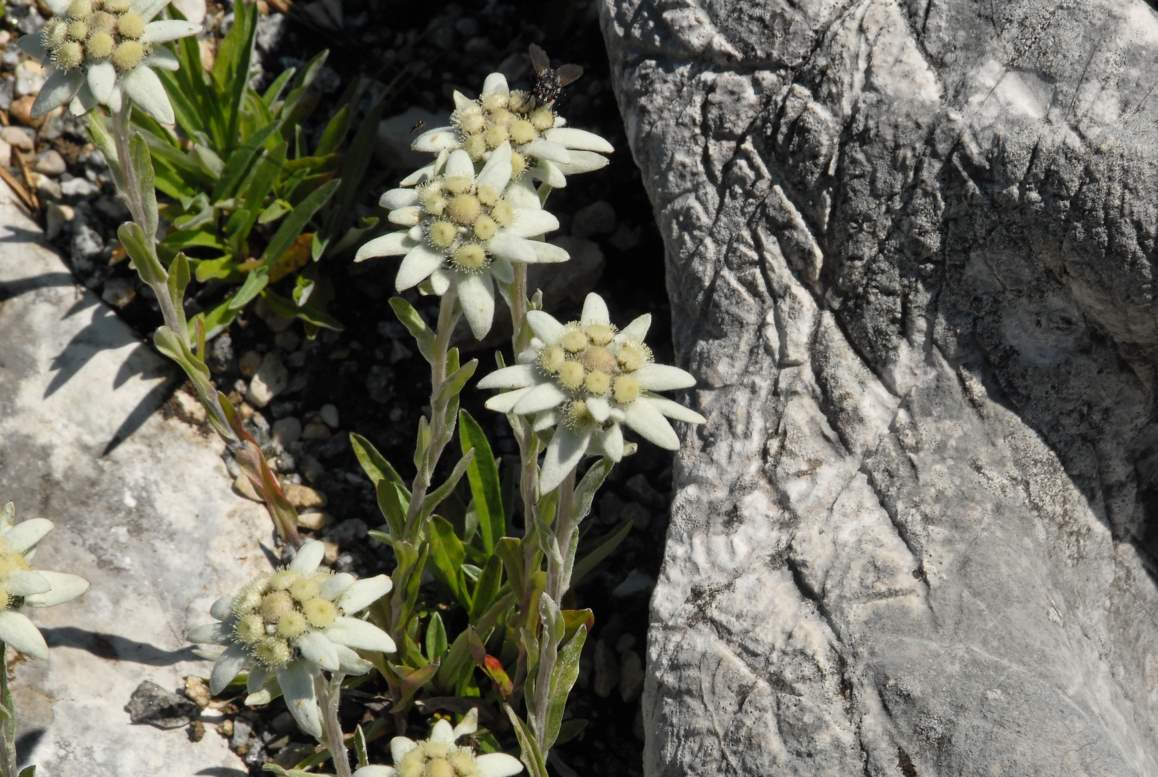
Edelweiß im Alpengarten

Die Hälfte der Fläche des Alpengartens ist gärtnerisch genutzt, die andere Hälfte, entlang des Zauns und im unteren Bereich, ist seit über 100 Jahren weitgehend der Natur überlassen. Dort ist sichtbar, wie sich die Vegetation am Schachen ohne Beweidung entwickelt. Es dominieren die Latschenkiefer und Alpenrosen, dazwischen Hochstauden wie Grauer Alpendost (Adenostyles alliariae), Blauer Eisenhut (Aconitum napellus), Gelber (Gentiana lutea) und Ungarischer Enzian (Gentiana pannonica) und die Türkenbund-Lilie (Lilium martagon).

### Gärtnerischer Bereich
Der gärtnerisch bearbeitete Bereich des Gartens beherbergt einen Pflanzenbestand von über 1000 verschiedenen alpinen Arten. Das variiert von alpinen Zwergformen wie sie für viele Hochgebirgsregionen charakteristisch sind, über kleine oder große ausdauernde krautige Pflanzen und Sträucher bis hin zu hohen Bäumen. Besonders markant sind die Zirbel-Kiefern am Eingangstor. Sie standen bereits vor der Gründung des Gartens dort. Der Garten ist in 42 Beete gegliedert, jedes Beet ist einer geographischen Region gewidmet. Im Eingangsbereich wachsen Arten der heimischen Flora des Wettersteingebirges. Danach folgen Beete mit Pflanzen aus den verschiedenen europäischen Gebirgsregionen. Im unteren Teil des Gartens ist überwiegend die Flora des Himalaja-Gebirges vertreten. Zwei Beete sind den Pflanzenarten aus Gebirgen der Südhemisphäre gewidmet, insbesondere aus dem Lesotho Malutigebirge.

## Zugänge
- Von Elmau über den so genannten Königsweg, 3 – 3,5 Stunden Gehzeit
- Von Mittenwald über Lautersee und Ferchensee auf den Königsweg, 4 – 4,5 Stunden Gehzeit
- Von Elmau über die Wettersteinalm und das Schachentor, etwas beschwerlicher, ca. 4 Stunden Gehzeit
- Von der Skistadion Partenkirchen durch die Partnachklamm über den Kälbersteig und den Königsweg, 3,5 – 4 Stunden Gehzeit

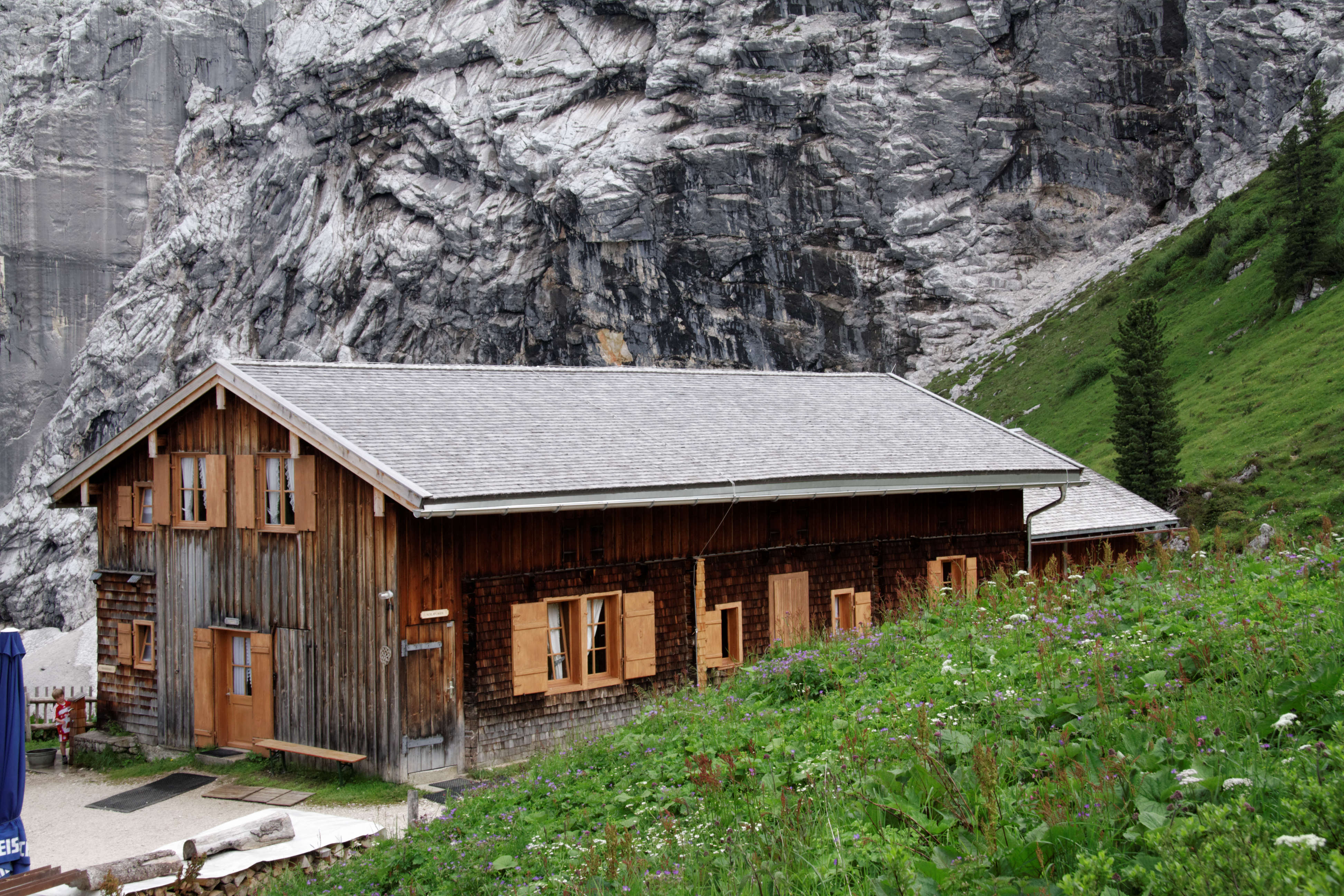
Berghütte Schachenhaus

- Von der Skistadion Partenkirchen durch die Partnachklamm über das Reintal und das Oberreintal, 3 – 3,5 Stunden Gehzeit

## Umgebung
- Aussichtspavillon, 5 Gehminuten vom Alpengarten entfernt
- Königshaus am Schachen von König Ludwig II, 100 m entfernt
- Schachenhaus, von Mai bis Oktober geöffnet, 3 Gehminuten entfernt
- Meilerhütte, auf 2374 m ü. NN gen Dreitorspitze, 1,5 Stunden Fußmarsch